# Ardaburius
Ardaburius fue un general y magister militum en el reinado de Teodosio II. Era alano de origen. 
En 421 participó en la Guerra romano-persa (421-422), mandando el ejército que invadió Arzanene (sudoeste de Armenia) y Mesopotamia donde derrotó al general Narsés y le sitió en Nisibe pero sus tropas se asustaron al saber la llegada del rey de Persia, Bahram V y huyeron en desorden a las fronteras del imperio, después de haber quemado las máquinas que habían construido para derribar los muros de Nisibe. Por su parte los persas, sobrecogidos del mismo terror, se precipitaron en el Éufrates en 425. 
Ardaburius y su hijo Aspar fueron enviados a Italia por Teodosio II, para sostener a Valentiniano III y a su madre Placidia contra el usurpador Juan. Aspar marchó sobre Aquilea con la caballería y Ardaburius se embarcó con la infantería para ir a poner sitio a Rávena; pero una tempestad arrojó su nave en el puerto de aquella misma ciudad y Juan, queriendo aprovechar aquella captura inesperada, trató a Ardaburius con mucho miramiento, esperando que Teodosio haría la paz para recobrar a su general. Ardaburius se aprovechó de la libertad que le daban para proporcionarse inteligencias en la plaza, mandó avisar a Aspar que se aproximase cuanto antes, ganó a los principales oficiales del ejército de Juan y cuando Aspar se presentó, Ardaburius se apoderó del tirano y lo llevó a Aquilea a la presencia de Placidia y Valentiniano. 
No se debe confundir a Ardaburius con un hijo de Aspar, que llevó el mismo nombre que su abuelo, y que pereció con su padre en 471.